# Roxana Blanco
Roxana Blanco (sinh ngày 6 tháng 11 năm 1967) là một nữ diễn viên điện ảnh, nhà hát và truyền hình người Uruguay. Cô tốt nghiệp Margarita Xirgu Multidisciplinary School of Dramatic Art.

## Tiểu sử
Roxana Blanco là em gái của nhà viết kịch Sergio Blanco. Cô học lớp diễn xuất và ca hát tại Trường Nghệ thuật Sân khấu Đa ngành, nơi cô tốt nghiệp vào đầu những năm 1990. Kể từ đó, cô đã phát triển một sự nghiệp sân khấu khá phong phú, đã mang lại cho cô giải Florencio Award  ba lần. Năm 2012, cô tham gia đoàn phim của Comedia Nacional, mà đến nay cô ấy vẫn là một thành viên.
Đồng thời, cô đã phát triển một sự nghiệp điện ảnh và truyền hình quan trọng giúp cô được công nhận quốc tế và nhiều giải thưởng. Cô đã tham gia vào những bộ phim được công nhận lớn ở trong nước và ngoài nước, như Artigas: La Redota  của César Charlone, Sự chậm trễ của Rodrigo Plá và El muerto y ser feliz  của Javier Rebollo.
Với vai chính trong Alma Mater của Álvaro Buela, cô đã giành giải nữ diễn viên xuất sắc nhất tại Liên hoan phim Biarritz (Pháp) năm 2005. Cô đã nhận được giải này một lần nữa vào năm 2012 cho diễn xuất của mình trong The Delay.
Blanco đã tham gia hơn hai mươi vở kịch, đại diện cho các văn bản của các nhân vật nổi bật của nhà hát thế giới. Năm 2009, cô đóng cùng Alejandra Wolff, Jenny Galván và Andrea Davidovics trong loạt phim truyền hình Las Novias de Travolta (TV series), dựa trên tác phẩm sân khấu mà cô từng tham gia trước đây.